# Scott Meents
Scott E. Meents (nacido el 4 de enero de 1964 en Kankakee, Illinois) es un exjugador de baloncesto estadounidense que jugó dos temporadas en la NBA, además de hacerlo en Italia, Venezuela, Alemania y en ligas menores de su país. Con 2,08 metros de estatura, lo hacía en la posición de ala-pívot.

## Trayectoria deportiva

### Universidad
Jugó durante cuatro temporadas con los Fighting Illini de la Universidad de Illinois, en las que promedió 4,8 puntos, 2,6 rebotes y 1,6 asistencias por partido.

### Profesional
Fue elegido en la septuagésimo cuarta posición del Draft de la NBA de 1986 por Chicago Bulls, pero fue despedido antes del comienzo de la temporada. Fichó entonces por el Scaligera Basket Verona, donde jugó una temporada en la que promedió 12,8 puntos y 6,8 rebotes por partido.
En el verano de 1988 fichó por Los Angeles Lakers, pero nuevamente fue descartado antes del comienzo de la competición. Tras un breve paso por la CBA, regresó a la liga italiana para jugar en la Unione Ginnastica Goriziana, donde estuvo una temporada, promediando 16,6 puntos y 8,6 rebotes por partido.
En 1989 fichó por los Seattle SuperSonics, donde permaneció dos temporadas, disputando únicamente 39 partidos, en los que promedió 1,8 puntos y 1,0 rebotes. Tras probar en sucesivas temporadas con Utah Jazz y Houston Rockets, pero sin llegar a debutar con ninguno de ellos, su carrera continuó durante 5 años en la CBA, jugando en sus últimos años en los Cocodrilos de Caracas de la liga venezolana y en los Gießen 46ers de la Bundesliga.

## Estadísticas de su carrera en la NBA

### Temporada regular
| Temporada | Edad | Equipo              | Liga | Pos. | P  | TIT | MIN | TC  | TCA | %TC  | 3P  | 3PA | %3P   | 2P  | 2PA | %2P  | TL  | TLA | %TL  | R.OF. | R.DEF. | REB | ASIS | ROB | TAP | PER | FP  | PTS |
| 1989-90   | 26   | Seattle SuperSonics | NBA  | PF   | 26 | 0   | 5.7 | 0.7 | 1.7 | .432 | 0.0 | 0.0 |       | 0.7 | 1.7 | .432 | 0.7 | 0.9 | .739 | 0.3   | 0.9    | 1.2 | 0.3  | 0.2 | 0.1 | 0.3 | 0.5 | 2.1 |
| 1990-91   | 27   | Seattle SuperSonics | NBA  | PF   | 13 | 0   | 4.1 | 0.5 | 2.2 | .250 | 0.1 | 0.1 | 1.000 | 0.5 | 2.1 | .222 | 0.2 | 0.3 | .500 | 0.2   | 0.5    | 0.8 | 0.6  | 0.5 | 0.3 | 0.5 | 0.4 | 1.3 |
| Total     |      |                     | NBA  |      | 39 | 0   | 5.2 | 0.7 | 1.8 | .361 | 0.0 | 0.0 | 1.000 | 0.6 | 1.8 | .352 | 0.5 | 0.7 | .704 | 0.3   | 0.8    | 1.0 | 0.4  | 0.3 | 0.2 | 0.4 | 0.4 | 1.8 |

### Playoffs
| Temporada | Edad | Equipo              | Liga | Pos. | P | TIT | MIN | TC  | TCA | %TC  | 3P  | 3PA | %3P | 2P  | 2PA | %2P  | TL  | TLA | %TL  | R.OF. | R.DEF. | REB | ASIS | ROB | TAP | PER | FP  | PTS |
| 1990-91   | 27   | Seattle SuperSonics | NBA  | PF   | 2 | 0   | 4.0 | 1.0 | 2.0 | .500 | 0.0 | 0.0 |     | 1.0 | 2.0 | .500 | 0.0 | 0.5 | .000 | 0.0   | 0.5    | 0.5 | 0.0  | 0.5 | 0.0 | 0.0 | 0.5 | 2.0 |
| Total     |      |                     | NBA  |      | 2 | 0   | 4.0 | 1.0 | 2.0 | .500 | 0.0 | 0.0 |     | 1.0 | 2.0 | .500 | 0.0 | 0.5 | .000 | 0.0   | 0.5    | 0.5 | 0.0  | 0.5 | 0.0 | 0.0 | 0.5 | 2.0 |